# Live in Austin
Live in Austin is de registratie van een concert van ProjeKct Three, een derivaat van de Britse groep King Crimson. Het concert is in Austin (Texas) opgenomen in Pats Garage. 

## Geschiedenis en bezetting
Ten tijde van dit album was King Crimson een dubbeltrio of beter gezegd een dubbelkwartet. De ProjeKcts waren onder meer in het leven geroepen om onderling gedachten over muziek uit te wisselen. Deze ProjeKcts ontstonden in volgorde van ontstaan, maar eventuele albums kwamen random uit. In de serie voor fans van King Crimson, was dit de eerste release van P3:
- Robert Fripp-  gitaar;
- Trey Gunn - touch guitar, stem;
- Pat Mastelotto – elektronisch slagwerk.

Het merendeel van het album is improvisatie. Ook zijn enige soundscapes van Fripp te horen. Niet alle composities zijn speciaal voor dit trio geschreven; soms zijn het bewerkingen van composities geschreven voor King Crimson.

## Composities
1. Masque 3
2. Masque 11
3. X-chayn-jiZ
4. Hindu Fizz
5. Heavy ConstruKction
6. Introductory Soundscape
7. Masque 8
8. Light ConstruKction
9. Masque 2
10. ProjeKction
11. The Deception of the Thush.

## Trivia
- wat direct opvalt aan de uitstekende opname is de diepe baslijn in de uitvoeringen, terwijl er geen bassist aanwezig is.

Jaren 60: mei, juni 1969; Marquee Londen · 5 juli 1969; Hyde Park Londen · 21/22 november 1969; San Francisco
Jaren 70: 11 mei 1971; Plymouth · 10 augustus 1971; Marquee Londen · 16 oktober 1971; Brighton · 13 december 1971; Detroit · 26 februari 1972: Jacksonville · 27 februari 1972;Orlando · 12 maart 1972; Denver radio · 13 maart 1972; Denver live · 27 maart 1972; Boston · 13 oktober 1972; Frankfurt am Main · 17 oktober 1972; Bremen · 13 november 1972; Guildford · 15 november 1973; Zürich · 29 maart 1974; Heidelberg · 30 maart 1974; Mainz · 1 april 1974: Kassel · 24 juni 1974, Toronto· 1 juli 1974, New York
Jaren 80: 30 april 1981; Bath · 30 juli 1982; Philadelphia · 2 augustus 1982; New York · 13 augustus 1982; Berkeley · 25 augustus 1982; Cap D’Agde · 29 september 1982; München · 17-30 januari 1983; studiowerk · mei-november 1983
Jaren 90: VROOOM sessies;april/mei 1994; studio · 1 juli 1995; Wiltern · 20-25 november 1995; Broadway · 29 november 1995; Chicago · 26 augustus 1996; 2e maal Philadelphia · mei 1997; Nashville studio · 1-4 december 1997 (P1) · 4 juni 1998; Chicago (P2) · 1 juli 1998; Northampton (P2) · 1 november 1998; San Francisco (P4) · 25 maart 1999; Austin (P3)
Jaren vanaf 2000: 11 juni 2000; Warschau · 9/10 november 2001; Nashville live · 3 maart 2003: Alexandria (P3) · april 2003 · najaar 2003; Japan · 20 juni 2003; Milaan · 16 november 2003; New Haven ·  28 juni 2017; Chicago